# Danilovgrad
Danilovgrad (Cirílico:  Даниловград) é uma cidade de Montenegro, capital do município de Danilovgrad. Sua população é de 5.208 habitantes (censo de 2003).

## Demografia
- População:
  - 3 de março de 1981 - 3.664
  - 3 de março de 1991 - 4.409
  - 1 de novembro de 2003 - 5.208

- Grupos étnicos (censo de 2003):
  - Montenegrinos (67,84%)
  - Sérvios (25,51%)